# Хуана Енрикес
Хуана Енрикес (април 1425-Тарагона, 13. фебруар 1468), била је краљица Наваре (1447-1468) и Арагона (1458-1468), V госпа Касарубиоса дел Монте, припадала је важној лози Енрикеса, легитимне краљевске породице Кастиље.
Амбициозна и доминантна жена, била је ћерка Фадрикеа Енрикеса, адмирала Кастиље, и његове прве супруге Марине Фернандес де Кордобе, такође зване Марина де Ајала. Умрла је 13. фебруара 1468. претпоставља се од последица рака дојке.

## Порекло
Кћи Фадрикеа Енрикеса, адмирала Кастиље, и његове прве супруге Марине де Ајале, прве године свог живота провела је између Торелобатона и Медине де Риосеко, главних центара очинских домена. 1431, када губи мајку, отац је шаље у Толедо. Избија је у први план политичког живота 1443. године, са осамнаест година, када пристаје на брак са Дон Хуаном, кнежевићем од Арагона, краљем Наваре, четрдесетпетогодишњаком, две године након смрти његове прве супруге Бланке, краљице Наваре. Брачни споразум био је резултат борбе за превласт у Кастиљи под вођством Хуана II. Имала је двоје деце, Фернанда II од Арагона и Кнегињу Хуану од Арагона.

## Наследници
Хуан и Хуана имали су четворо деце, од којих су само двоје доживели одрасло доба:
- Фернандо Католички (10. марта 14521 -Мадригалејо, 23. јануара 1516), крунисан као краљ Арагона и Кастиље од децембра 1474. супруг Изабеле I Католичке (брачни пар познатији као Католички краљеви);
- Хуана (16. јуна 14551 -1517), друга супруга Фернанда I Напуљског.

## Политичка активност и брак
Племенита лига, чији су истакнути чланови били, између осталих, Хуан од Арагона, Алфонсо Пиментел, гроф од Бенавентеа и адмирал Фадрике Енрикес, били су на власти од јуна 1441. године, када су Кастиљанског монарха ставили под надзор. Циљеви лидера лиге нису били идентични; Из тог разлога, контакти између Дон Алвара и фракције кнежева од Арагона нису прекидани као резултат бескрупулозних политичких калкулација. У пролеће 1443. постигнут је консензус у виду најаве двоструког брака: Енрикеа са Беатрис Пиментел, сестром грофа Бенавентеа, и Хуана са Хуаном Енрикес. Заруке су се истовремено догодиле у Торелобатону, 1. септембра исте године, само два месеца након што су кнежеви преузели власт након извршења пуча 9. јула 1443. године; чињеница је изазвала логичну узбуну оних који су бранили снажну краљеву моћ, али мало по мало и оних који су схватили да је потпуно поништавање краљевске моћи узрок нереда.
Због сродства између Хуана и Хуане било је неопходно да се од Рима затражи диспензација, што је натерало уговорени брак да се одложи. Сукоб између врло хетерогене монархијске странке и арагонских кнежева догодио се у Олмеду, 19. маја 1445. године, и за њих је представљао снажан неуспех. Дон Енрике је умро неколико дана касније, као резултат борбене ране; Дон Хуан је морао да побегне у Арагон, а Фадрике Енрикуес је заробљен. Краљевске трупе заузеле су Медину де Риосеко, а Јуана Енрикуес постала је драгоцени талац у рукама Хуана II од Кастиље; планирани брак је претрпео значајно одлагање. Тријумф дон Алвара код Олмеда био је недостижан; Чим је победа извојевана, принц Астурије, Дон Алваро, понудио је опроштај пораженима и дозволио њихов опоравак.
Као средство за заустављање Дон Хуановог политичког утицаја, Дон Алваро је покушао, у јуну 1446. године, напад на једну од вила краља Наваре и Арагона у Кастиљи, Атиенса; град је заузет, али се његов замак одупирао свим нападима и било је потребно постићи примирје: једно од поглавља ових преговора било је испорука Хуане њеном мужу. Међутим, у јасној провокацији према Хуану од Арагона, кастиљанске трупе су запалиле град и онемогућиле споразум. Тек након шест месеци Доња Хуана је била ослобођена, као резултат овог привременог помирења, Хуана и Хуан ораганизују дуго очекивано венчање  одржано у Калатајуду 17. јула 1447. Овим браком Хуанином оцу обезбеђен је бољи војни и друштвени положај.
Хуан од Арагона није желео да уступи круну свом сину из првог брака Карлосу од Вијане. Сукоб је постао акутни када је у јануару 1450. Хуан одлучио да лично задржи вођство краљевине док је, из Кастиље, Дон Алваро принца од Вијане користио као оружје против Хуана. Одлуком Хуана II да именује своју супругу Хуану за гувернера Наваре означило јепочетак грађанског рата за поделу територија између Хуане и њеног посинка Карлоса.
Најзначајнија епизода овог рата била је битка код Аибара, близу Сангуеса, 23. октобра 1451. године; У сукобу су принц од Вијане и гроф од Лерина, заробљени,а помирење је било тешко због захтева обе стране и због тога што је Хуана била трудна, и одлучује да  да оде у Арагон, далеко од кастиљанске границе, да би родила сина. Фернандо је рођен у Сосу 10. марта 1452. године.
Требало је да прође више од годину дана да би преговори донели привремени мир наварској панорами. Примирјем  у Сарагоси 24. маја 1453. године као што је и логично, закључено је н ослобађање принца од Вијане. Положај Дон Хуана био је непогодан и није преостало ништа друго него да прихвати  одредбе којима се одриче свих територија у Кастиљи.
Од октобра 1454, Хуана је живела у Барселони, где  је  родила своју другу ћерку, Хуану, 16. јуна 1455. Неколико месеци касније, дон Хуан је одлучио да потпуно лиши власти свог сина Карлоса, а такође и ћерку Бланку, несрећну супругу Енрикеа IV од Кастиље, а наслеђује га ћерка Леонор.
У мају 1457. одржани су преговори којима је Хуана присуствовала у пратњи своје деце. Договорено је да кастиљански монарх укине своју војну подршку принцу Карлосу и, поред тога, потпуно примирје је ојачано двоструком везом. Фернандо и Хуана, деца Хуана и Хуане, венчаће се са Изабелом и Алфонсом.
Адмирал Кастиље, Хуанин отац,прикупио је документацију која је указивала на мрежу завере чији је очигледни циљ био да се краљ Хуан лиши краљевства као и смакнуће краља, његове супруге и њиховог сина. Реакција Дон Хуана, упркос почетном отпору, била је да се 2. децембра 1460. године одреди затвор за принца Карлоса, оптуженог за издају. Кнежевина Каталонија иступила је са захтевима да се принц ослободи. Хуан II поверио је својој жени преговоре са Покрајинским саветом. Одлука о ослобађању принца саопштена је као резултат преговора са краљицом и она је објављена у Барселони. Споразум у Виљафранци (21. јуна 1461. године), резултат дугих преговора које је водила Доња Хуана, признала је принца као поручника у Кнежевини Каталонији и забранила краљу да у њу уђе без позива Депутације.
Али, неколико недеља касније, Карлос, принц од Вијане, умире  23. септембра 1461. године, као жртва тешке болести. Хуан II је одмах прогласио Фернанда као наследника Арагона (11. октобра 1461). Принц је затим послат у Каталонију, да се као поручник упозна дужностима; Мајка га је пратила као ментор. Фернандо је у Барселони 6. фебруара 1462. године препознат као наследник, у окружењу које је већ имало озбиљне напетости између тутора и власти Кнежевине; у његово име је мајка положила одговарајућу заклетву.
Као прави поручник, Хуана је покушала да створи реалну странку у Каталонији, чији је први циљ био да добије захтев за присуство краља у Кнежевини, неопходан буџет за његов долазак. Међутим убрзо избија војни пуч због неодговарајућих захтева и Краљица је заједно са сином приморана да се премести у Ђерону.
Преко свог зета Гастона де Фоа, Хуан II добијао подршку Француског краља да сузбије каталонски устанак, по цену жртве своје ћерке Бланке, која је дата Фоу, и предаје Росељон и Сардинију Француској као мираз.Хуана и син били су у Ђерони, окружени побуњеним трупама које су безуспешно покушавале да уграбе тако вредне таоце. Француски војници су их ослободили 23. јула 1462. А Хуана се поново ујединила са својим супругом.
Енрике IV је сада прихватио позив  да се прогласи краљем Каталоније, што је подразумевало и делове Наваре, на која му је права обезбедила супруга Бланка. Хуан  је поверио својој жени да ступи у контакт са својим оцем, а преко њега и са кастиљанском племићком лигом, која би могла да поквари  планове Енрикеа IV. Као резултат ових контаката, краљ одбија каталонску понуду да прихвати патронажу француског краља. Наставио се устанак у Каталонији, који је следећих месеци делимично угушен.
Да би спречио француску инвазију, Хуан II је одлучио да заузме Ампурдан, који ће омогућити било којој експедицијској војсци да прекине комуникацију. Хуана, која је од свог супруга добила титулу генерал-потпоручника краљевине (6. марта 1465), након важних напора у снабдевању у претходној кампањи, држала је команду над овим операцијама у којима је освојила Бергу, Бесалу и Бањолес, мада је пре тога изгубила покрајину Росас.
Док је Хуан II водио дипломатску акцију у Француској, поверио је својој жени да Фоа одвоји од његовог јасног заузимања за исту. Краљица се састала са Елеанор у Егеа де лос Кабаљерос, 20. јуна 1467. Договорили су се о одвојеном наследству од Наваре и од Арагонске круне, за Фернанда. У замену за продужење аутономног постојања те краљевине, за Луја XI је затворена важна граница. Након тога Хуана преселила у Тарагону, одакле је организовала подршку за војнике, храну и ресурсе за нову кампању у Ампурдану, коју је сада водио њен син Фернандо и која се негативно завршила у новембру. По повратку у Тарагону, Хуан II и Фернандо пронашли су Доња Јуану тешко болесну, где убрзо 13. фебруара 1468. и умире.

## Историографска оцена
Јуана Енрикуес је заправо била жена велике храбрости, изванредне финоће и неоспорне жилавости, и све ове особине, потребне су да се постане прворазредни дипломата, какав је она и била. Већину невољних противника одушевило је њено расположење, победила их је једноставношћу и скромношћу, и сви су се дивили јасноћи њених одговора, доброј процени, њеном стрпљењу тестираном у најтежим околностима. 
Поред евидентне ненаклоности француског историчара према Хуани, она је ипак посматрана кроз призму њеног сина, Фернанда Католичког краља, и његовог успеха на пољу ојачања и утврђивања шпанског националног идентитета. О двема ћеркама е које су умрле још као мале, Марина и Леонор,  готово се не зна ништа, јер је у ствари један од главних проблема студија о Хуани Енрикес оскудица извора о њеном приватном животу за разлику од осталих знаменититјих краљица.

## Породично стабло
|  |                                  |  |  |  |  |  |  |  |  |  |  |  |  |  |  |  |
|  | 16. Алфонсо XI od Kaстиље        |  |  |  |  |  |  |  |  |  |  |  |  |  |  |  |
|  |                                  |  |  |  |  |  |  |  |  |  |  |  |  |  |  |  |
|  |                                  |  |  |  |  |  |  |  |  |  |  |  |  |  |  |  |
|  | 8. Фадрике Алфонсо од Кастиље    |  |  |  |  |  |  |  |  |  |  |  |  |  |  |  |
|  |                                  |  |  |  |  |  |  |  |  |  |  |  |  |  |  |  |
|  |                                  |  |  |  |  |  |  |  |  |  |  |  |  |  |  |  |
|  | 17. Леонор де Гусман             |  |  |  |  |  |  |  |  |  |  |  |  |  |  |  |
|  |                                  |  |  |  |  |  |  |  |  |  |  |  |  |  |  |  |
|  |                                  |  |  |  |  |  |  |  |  |  |  |  |  |  |  |  |
|  | 4. Алфонсо Енрикес               |  |  |  |  |  |  |  |  |  |  |  |  |  |  |  |
|  |                                  |  |  |  |  |  |  |  |  |  |  |  |  |  |  |  |
|  |                                  |  |  |  |  |  |  |  |  |  |  |  |  |  |  |  |
|  | 9. Палома?                       |  |  |  |  |  |  |  |  |  |  |  |  |  |  |  |
|  |                                  |  |  |  |  |  |  |  |  |  |  |  |  |  |  |  |
|  |                                  |  |  |  |  |  |  |  |  |  |  |  |  |  |  |  |
|  | 2. Фадрике Енрикес               |  |  |  |  |  |  |  |  |  |  |  |  |  |  |  |
|  |                                  |  |  |  |  |  |  |  |  |  |  |  |  |  |  |  |
|  |                                  |  |  |  |  |  |  |  |  |  |  |  |  |  |  |  |
|  | 20. Гонсало Јањес де Мендоса     |  |  |  |  |  |  |  |  |  |  |  |  |  |  |  |
|  |                                  |  |  |  |  |  |  |  |  |  |  |  |  |  |  |  |
|  |                                  |  |  |  |  |  |  |  |  |  |  |  |  |  |  |  |
|  | 10. Педро Гонсалес де Мендоса    |  |  |  |  |  |  |  |  |  |  |  |  |  |  |  |
|  |                                  |  |  |  |  |  |  |  |  |  |  |  |  |  |  |  |
|  |                                  |  |  |  |  |  |  |  |  |  |  |  |  |  |  |  |
|  | 21. Хуана де Ороско              |  |  |  |  |  |  |  |  |  |  |  |  |  |  |  |
|  |                                  |  |  |  |  |  |  |  |  |  |  |  |  |  |  |  |
|  |                                  |  |  |  |  |  |  |  |  |  |  |  |  |  |  |  |
|  | 5. Хуана де Мендоса              |  |  |  |  |  |  |  |  |  |  |  |  |  |  |  |
|  |                                  |  |  |  |  |  |  |  |  |  |  |  |  |  |  |  |
|  |                                  |  |  |  |  |  |  |  |  |  |  |  |  |  |  |  |
|  | 22. Фернан Перес де Алаја        |  |  |  |  |  |  |  |  |  |  |  |  |  |  |  |
|  |                                  |  |  |  |  |  |  |  |  |  |  |  |  |  |  |  |
|  |                                  |  |  |  |  |  |  |  |  |  |  |  |  |  |  |  |
|  | 11. Алдонса де Ајала             |  |  |  |  |  |  |  |  |  |  |  |  |  |  |  |
|  |                                  |  |  |  |  |  |  |  |  |  |  |  |  |  |  |  |
|  |                                  |  |  |  |  |  |  |  |  |  |  |  |  |  |  |  |
|  | 23. Елвира Алварес де Себаљос    |  |  |  |  |  |  |  |  |  |  |  |  |  |  |  |
|  |                                  |  |  |  |  |  |  |  |  |  |  |  |  |  |  |  |
|  |                                  |  |  |  |  |  |  |  |  |  |  |  |  |  |  |  |
|  | 1. Хуана Енрикес                 |  |  |  |  |  |  |  |  |  |  |  |  |  |  |  |
|  |                                  |  |  |  |  |  |  |  |  |  |  |  |  |  |  |  |
|  |                                  |  |  |  |  |  |  |  |  |  |  |  |  |  |  |  |
|  | 24. Фернан Алфонсо де Кордоба    |  |  |  |  |  |  |  |  |  |  |  |  |  |  |  |
|  |                                  |  |  |  |  |  |  |  |  |  |  |  |  |  |  |  |
|  |                                  |  |  |  |  |  |  |  |  |  |  |  |  |  |  |  |
|  | 12. Гонсало Фернандес де Кордоба |  |  |  |  |  |  |  |  |  |  |  |  |  |  |  |
|  |                                  |  |  |  |  |  |  |  |  |  |  |  |  |  |  |  |
|  |                                  |  |  |  |  |  |  |  |  |  |  |  |  |  |  |  |
|  | 25. Марија Руис де Бједма        |  |  |  |  |  |  |  |  |  |  |  |  |  |  |  |
|  |                                  |  |  |  |  |  |  |  |  |  |  |  |  |  |  |  |
|  |                                  |  |  |  |  |  |  |  |  |  |  |  |  |  |  |  |
|  | 6. Дијего Фернандес де Кордоба   |  |  |  |  |  |  |  |  |  |  |  |  |  |  |  |
|  |                                  |  |  |  |  |  |  |  |  |  |  |  |  |  |  |  |
|  |                                  |  |  |  |  |  |  |  |  |  |  |  |  |  |  |  |
|  | 26. Педро Руис Кариљо            |  |  |  |  |  |  |  |  |  |  |  |  |  |  |  |
|  |                                  |  |  |  |  |  |  |  |  |  |  |  |  |  |  |  |
|  |                                  |  |  |  |  |  |  |  |  |  |  |  |  |  |  |  |
|  | 13. Марија Гарсија Кариљо        |  |  |  |  |  |  |  |  |  |  |  |  |  |  |  |
|  |                                  |  |  |  |  |  |  |  |  |  |  |  |  |  |  |  |
|  |                                  |  |  |  |  |  |  |  |  |  |  |  |  |  |  |  |
|  | 27. Урака де ла Вега             |  |  |  |  |  |  |  |  |  |  |  |  |  |  |  |
|  |                                  |  |  |  |  |  |  |  |  |  |  |  |  |  |  |  |
|  |                                  |  |  |  |  |  |  |  |  |  |  |  |  |  |  |  |
|  | 3. Марина Фернандес де Кордоба   |  |  |  |  |  |  |  |  |  |  |  |  |  |  |  |
|  |                                  |  |  |  |  |  |  |  |  |  |  |  |  |  |  |  |
|  |                                  |  |  |  |  |  |  |  |  |  |  |  |  |  |  |  |
|  | 28. Дијего Гомес де Толедо       |  |  |  |  |  |  |  |  |  |  |  |  |  |  |  |
|  |                                  |  |  |  |  |  |  |  |  |  |  |  |  |  |  |  |
|  |                                  |  |  |  |  |  |  |  |  |  |  |  |  |  |  |  |
|  | 14. Педро Суарес де Толедо       |  |  |  |  |  |  |  |  |  |  |  |  |  |  |  |
|  |                                  |  |  |  |  |  |  |  |  |  |  |  |  |  |  |  |
|  |                                  |  |  |  |  |  |  |  |  |  |  |  |  |  |  |  |
|  | 29. Инес де Ајала                |  |  |  |  |  |  |  |  |  |  |  |  |  |  |  |
|  |                                  |  |  |  |  |  |  |  |  |  |  |  |  |  |  |  |
|  |                                  |  |  |  |  |  |  |  |  |  |  |  |  |  |  |  |
|  | 7. Инес де Ајала                 |  |  |  |  |  |  |  |  |  |  |  |  |  |  |  |
|  |                                  |  |  |  |  |  |  |  |  |  |  |  |  |  |  |  |
|  |                                  |  |  |  |  |  |  |  |  |  |  |  |  |  |  |  |
|  | 30. Ињиго Лопес де Ороско        |  |  |  |  |  |  |  |  |  |  |  |  |  |  |  |
|  |                                  |  |  |  |  |  |  |  |  |  |  |  |  |  |  |  |
|  |                                  |  |  |  |  |  |  |  |  |  |  |  |  |  |  |  |
|  | 15. Хуана Мелендес де Ороско     |  |  |  |  |  |  |  |  |  |  |  |  |  |  |  |
|  |                                  |  |  |  |  |  |  |  |  |  |  |  |  |  |  |  |
|  |                                  |  |  |  |  |  |  |  |  |  |  |  |  |  |  |  |
|  | 31. Марина Гарсија де Менесес    |  |  |  |  |  |  |  |  |  |  |  |  |  |  |  |
|  |                                  |  |  |  |  |  |  |  |  |  |  |  |  |  |  |  |
|  |                                  |  |  |  |  |  |  |  |  |  |  |  |  |  |  |  |